# Wanshu
Wanshu (王酒, Wanshū) é um kata original do estilo Tomari-te de caratê.

## História
Nos idos de 1683, foi pelo imperador chinês enviada uma delegação de cerca de quinhentas pessoas até o reino de Ryukyu; delegação esta liderada por Sappushi, que além de diplomata, era calígrafo, poeta e proeminente no estilo da Garça Branca de chuan fa (Shaolin). Diz-se ainda que ele seria o responsável por toda a região do oceano Pacífico. Durante sua estadia, pois, teria o mestre ensinado o kata aos autóctones de Oquinaua, posto ser esta a principal ilha do arquipélago.
Interessante, contudo, é o fato de o kata existir quase que exclusivamente nas cercanias de Tomari, sendo ligado inexoravelmente ao estilo de caratê homônimo, pelo que a forma teria sido repassada aos nobres da cidade.
Outra provável origem, ainda depositada no emissário chinês, seria a da compilação de suas técnicas por seus discípulos em Tomari, sendo depois nomeado de Wanshu em homenagem àquele, ou Wang ji.

### Genealogia
|  |  |           |           |           |           |           |           |  |  |          |          |          |          |          |          |  |  |          |          |          |          |          |          |  |  |           |           |           |           |           |           |  |  | Wushu            |                  |                  |                  |                  |                  |  |  |            |            |            |            |            |            |  |  |                  |                  |                  |                  |                  |                  |  |  |                |                |                |                |                |                |  |  |          |          |          |          |          |          |
|  |  |           |           |           |           |           |           |  |  |          |          |          |          |          |          |  |  |          |          |          |          |          |          |  |  |           |           |           |           |           |           |  |  |                  |                  |                  |                  |                  |                  |  |  |            |            |            |            |            |            |  |  |                  |                  |                  |                  |                  |                  |  |  |                |                |                |                |                |                |  |  |          |          |          |          |          |          |
|  |  |           |           |           |           |           |           |  |  |          |          |          |          |          |          |  |  |          |          |          |          |          |          |  |  |           |           |           |           |           |           |  |  | Tomari-te        |                  |                  |                  |                  |                  |  |  |            |            |            |            |            |            |  |  |                  |                  |                  |                  |                  |                  |  |  |                |                |                |                |                |                |  |  |          |          |          |          |          |          |
|  |  |           |           |           |           |           |           |  |  |          |          |          |          |          |          |  |  |          |          |          |          |          |          |  |  |           |           |           |           |           |           |  |  |                  |                  |                  |                  |                  |                  |  |  |            |            |            |            |            |            |  |  |                  |                  |                  |                  |                  |                  |  |  |                |                |                |                |                |                |  |  |          |          |          |          |          |          |
|  |  |           |           |           |           |           |           |  |  |          |          |          |          |          |          |  |  |          |          |          |          |          |          |  |  |           |           |           |           |           |           |  |  | Shorin-ryu       |                  |                  |                  |                  |                  |  |  |            |            |            |            |            |            |  |  |                  |                  |                  |                  |                  |                  |  |  |                |                |                |                |                |                |  |  |          |          |          |          |          |          |
|  |  |           |           |           |           |           |           |  |  |          |          |          |          |          |          |  |  |          |          |          |          |          |          |  |  |           |           |           |           |           |           |  |  |                  |                  |                  |                  |                  |                  |  |  |            |            |            |            |            |            |  |  |                  |                  |                  |                  |                  |                  |  |  |                |                |                |                |                |                |  |  |          |          |          |          |          |          |
|  |  |           |           |           |           |           |           |  |  |          |          |          |          |          |          |  |  |          |          |          |          |          |          |  |  |           |           |           |           |           |           |  |  |                  |                  |                  |                  |                  |                  |  |  |            |            |            |            |            |            |  |  |                  |                  |                  |                  |                  |                  |  |  |                |                |                |                |                |                |  |  |          |          |          |          |          |          |
|  |  | Shito-ryu | Shito-ryu | Shito-ryu | Shito-ryu | Shito-ryu | Shito-ryu |  |  | Shotokan | Shotokan | Shotokan | Shotokan | Shotokan | Shotokan |  |  | Wado-ryu | Wado-ryu | Wado-ryu | Wado-ryu | Wado-ryu | Wado-ryu |  |  | Shuri-ryu | Shuri-ryu | Shuri-ryu | Shuri-ryu | Shuri-ryu | Shuri-ryu |  |  | Shindo jinen ryu | Shindo jinen ryu | Shindo jinen ryu | Shindo jinen ryu | Shindo jinen ryu | Shindo jinen ryu |  |  | Isshin-ryu | Isshin-ryu | Isshin-ryu | Isshin-ryu | Isshin-ryu | Isshin-ryu |  |  | Matsubayashi-ryu | Matsubayashi-ryu | Matsubayashi-ryu | Matsubayashi-ryu | Matsubayashi-ryu | Matsubayashi-ryu |  |  | Shobayashi-ryu | Shobayashi-ryu | Shobayashi-ryu | Shobayashi-ryu | Shobayashi-ryu | Shobayashi-ryu |  |  | Seibukan | Seibukan | Seibukan | Seibukan | Seibukan | Seibukan |

## Versões
Tradicionalmente, há duas variantes principais do kata, uma do mestre Kosaku Matsumora e outra, de Anko Itosu. Já no século XX, o mestre Gichin Funakoshi, adaptando a forma de seu mestre, criou um totalmente peculiar.

### Matsumora no wanshu
Credita-se ao mestre Matsumora a preservação da variante mais vetusta do kata, bastante semelhante ao modo original como era treinado, sendo antes repassado pelo mestre Kishin Teruya.

### Itosu no wanshu
O mestre Itosu aprendeu o kata com o mestre Gusukuma, de Tomari. À excepção da escola Matsubayashi-ryu, todas as variantes modernas são uma releitura da forma do mestre Itosu.

### Empi
No estilo shotokan é conhecido como Empi (燕飛, voo da andorinha). A mudançca do nome, além de motivada por questões políticas, fez refletir no exercício os movimentos do pássaro, graciosos mas firmes.